# 一呼百應 (台灣節目)
《一呼百應》，是Yahoo! TV與公共電視聯合製作的即時互動益智節目，主持人為黃子佼、吳姍儒。Yahoo! TV及公視+於2018年5月10日網路現場首播第一季節目、公視主頻則於同年5月21日首播第一季節目。第二季網路現場節目於2019年6月6日播出首集節目，公視主頻則於同年6月19日播出第二季首集節目。
《一呼百應》於第二季第二十六集節目之後結束，同時製作單位因經費不足的原因，暫沒有繼續製作第三季節目的打算。

## 播出時間

### 首播

#### 第一季首播
| 頻道      | 所在地 | 播映日期                      | 播出時間               |
| --------- | ------ | ----------------------------- | ---------------------- |
| Yahoo! TV | 臺灣   | 2018年5月10日－2018年11月1日  | 週四 19:00-20:00       |
| 公視+     | 臺灣   | 2018年5月10日－2018年11月1日  | 週四 21:00-22:00       |
| 公視主頻  | 臺灣   | 2018年5月21日－2018年11月13日 | 週一至週二 21:00-22:00 |

#### 第二季首播
| 頻道      | 所在地 | 播映日期                      | 播出時間                     |
| --------- | ------ | ----------------------------- | ---------------------------- |
| Yahoo! TV | 臺灣   | 2019年6月6日－2019年11月21日  | 週四 19:00-20:00、21:00-2200 |
| 公視主頻  | 臺灣   | 2019年6月19日－2019年12月18日 | 週三 21:00-22:00             |

### 重播

#### 第一季重播
| 頻道     | 所在地 | 播出時間               |
| -------- | ------ | ---------------------- |
| 公視主頻 | 臺灣   | 週二至週三 13:00-14:00 |
| 公視3台  | 臺灣   | 週三至週四 13:00-14:00 |

#### 第二季重播
| 頻道     | 所在地 | 播出時間         |
| -------- | ------ | ---------------- |
| 公視主頻 | 臺灣   | 週四 13:00-14:00 |

## 節目內容
本節目為益智互動視訊節目，線上挑戰者共有一百位（第一季一共100人，第二季均分兩隊50人），和主持人進行視訊互動，和現場來賓一同答題，現場來賓共有兩隊（可一人一組或兩人一組），最終都答對的，在第一季節目，可獨拿（或平分）新台幣三萬元獎金。如全都被淘汰，則獎金會累計至下一次的節目中。第二季節目則根據答題人數與累計獎金進行均分。特別注意的是：第二季節目不採獎金累積制。也就是如果在最後環節參賽者答錯，包廂朋友也選錯，則累積獎金會被製作單位沒收，不將其累積至下一集。
主持人在介紹完現場來賓以及確定線上一百位網友都到齊後即進行遊戲。在第一季的節目中，題目選項會由一開始的二選一到最後的四選一，前兩環節線上視訊者答錯即淘汰，現場來賓則可有允許累計答錯一次的機會，答錯兩題則被淘汰出局，無法繼續進行遊戲。在第二季的節目，每題選項均有三項；參賽者不受被淘汰的限制，但包廂參賽者則受答錯則遭淘汰出局的限制。無論第一季與第二季節目，在節目進行過程中，主持人與參賽者亦會與包廂參賽者有所互動。
而當節目在公視首播時，觀眾也可以使用App的「跨螢答題」功能回答問題，五題答對可以抽獎，若答對所有問題，則可以獲得抽新台幣一萬元的資格。這只有在第一季的節目限定。
自第一季第十八集的節目起至同一季最後一集的節目為止，線上視訊者若節目進行中就全數被淘汰時（通常是到誰來出題的環節）App會在一分鐘內讓視訊者進線，進線成功者可繼續遊戲。
而在節目進行時，為了讓遊戲公平，每次直播節目均有專業律師見證遊戲的流程，以及獎金的分發。在第二季節目，擔任最多次見證人的是江皇樺律師。

### 第一季
第一季的節目口號是「100 calls」，由100名包廂參賽者與兩組現場來賓進行答題。

#### 不是A就是B
本環節的問題，僅有「A」與「B」兩個選項。參賽者必須於8秒內（早期為10秒），按下選項答題，三題都出完後，本環節結束。任何一包廂參賽者於此環節答錯者，即刻被淘汰。若是現場來賓，則可以允許一次答錯機會，總累計兩次答錯者則被淘汰。

#### 誰來出題
本環節會由名人出題，題型可能會繞在這位名人週邊，參賽者在8秒內（早期為10秒）按下選項答題，本環節的選項為三選一，四題都出完後，若現場參賽者一隊或兩隊沒被淘汰，則吳姍儒會再出一道魔王題後才會進行下一環節（但魔王題也不一定會出），選項一樣為三選一，否則即進行下一環節。

#### 就是一對一
本環節每個參賽者都會有自己的題目，選項為四選一，順序為現場來賓到線上參與者（偶有例外，若現場來賓或線上參與者一方被全數淘汰，則會直接問另一方），現場來賓或線上參與者若答錯即淘汰。如果時間夠的話，則會再來一次，直到最後若還有人留下則獨得或平分獎金；若所有參賽者都被淘汰，則獎金累計至下一集。

### 第二季
第二季的節目，副標題是「揪團大考驗」。除了基本前二項環節會影響獎金外，製作單位也搭配Yahoo! TV與其app的投票，給予該集得票數最多的隊伍，每次均可獲得新台幣3000圓整的獎金。

#### 先搶先贏
〈先搶先贏〉環節是先由來賓搶答，吳姍儒讀題後，由現場來賓搶答，以取得答題資格。若回答正確的現場來賓，則同隊的包廂參賽者就可以根據旁白讀題，進行問答遊戲。根據現場製作單位給予的倍數，例如555倍、666倍、888倍、1,111倍…等，是基本獎金新台幣1圓整乘以給予的倍數，再乘以該題答對的包廂人數，即為該隊得到的獎金。包廂答對者可繼續留在該場節目；否則答錯者就即刻被淘汰，無法繼續進行該集的遊戲。假設有一題的倍數是789倍，由38個包廂參賽者答對，則該題獎金是789 × 38 = 29,982圓整的獎金。
特別注意的是，來賓的搶答不可以於黃子佼或吳姍儒指示「請搶答」之前按下按鈕，否則該隊搶答無效。而如果兩隊均答錯題目，可以再行搶答。搶答條件與吳姍儒一開始讀完題目後再行搶答是相同的。
該環節進行三到四次答題，視現場節目長度而定。

#### 好康三選一
〈好康三選一〉環節同樣也是先由來賓搶答，由吳姍儒讀題後，現場來賓搶答。每組「好康」是兩組現場參賽者均可選擇的，先答對者可先在每一次的「好康三選一」當中，先選擇一個對自己有利的獎金加碼條件，也就是「好康」後，再由隊長指定一名包廂參賽者進行作答，無論先攻的包廂參賽者答對或是答錯後，後攻參賽者可再選擇尚未被選擇的「好康」，同樣也是再指定一名包廂參賽者進行作答。除了選擇「一賠X」後，無論包廂參賽者答對答錯都是會影響獎金變動外，包廂參賽者答對題目可以使「好康」兌現並影響我方或敵方的累積獎金，並且可繼續於該集的包廂內存活。否則答錯題目的包廂參賽者後，除了「一賠X」的「好康」無論成敗均會影響獎金外，其餘「好康」均不影響獎金變動，且該名參賽者還要面臨被淘汰出局的命運。一般節目會有三組到四組的「好康三選一」，同樣也是視節目長度而定。
在三組到四組的〈好康三選一〉環節後，主持人宣布哪一隊的累積獎金最高，即為勝隊，同時存活的包廂參賽者可以進行下一環節項目。輸隊則結束遊戲，存活包廂參賽者在此環節均因輸隊而被淘汰出局，無法參加該集的下一環節的項目。而輸隊無法獲得累積獎金，理所當然，存活在此環節的包廂參賽者也無法獲得任何獎金，空手而返。
也與〈先搶先贏〉環節相同，來賓的搶答不可以於黃子佼或吳姍儒指示「請搶答」之前按下按鈕，否則該隊的該次搶答無效。但如果兩隊均在同一題題目中答錯題目，可以再行搶答，直至其中一隊答對為止。搶答條件與吳姍儒一開始讀完題目後再行搶答是相同的。
下列將曾經出現過的「好康」列出，假設玩家自己所屬隊伍是「我方」，非屬隊伍為「敵方」，下列敘述均以「我方」與「敵方」表示之。另外，當中的「X」則是視製作單位定的數字而定，不是每一次出現的數字都相同。
「搶對方X元」
即搶敵方的獎金。但是前提是，敵方的獎金必須要足夠，否則製作單位不予接受，並要求參賽者重新選擇。例如這個好康的X是搶5,000圓整，但敵方只有4,000，而我方選定這個「好康」時，則此「好康」選擇是無效的。不過也有例外的，就是當敵方獎金是4,800，我方使用此「好康」時，X的數值是5,000，則選擇此「好康」，就只能搶敵方4,800的獎金（可能是規則設定的緣故，系統無法將累積獎金數字變成為負數）。
「獎金翻倍」
即將我方的獎金加倍。
「對方獎金變X元」
即讓敵方獎金變成這個金額。一般是給獎金較低的參賽者選擇，讓敵方的獎金降低後，使兩方差距拉近一點。
「獎金加X成」
即將我方的獎金以加上X成的方式加倍。假設是「獎金加五成」，我方參賽者的累積獎金有100,000圓整獎金；若包廂參賽者答對，則可替我方增加50,000圓整獎金，總計150,000圓整獎金。
「一賠X」
可指定我方部份或全部的獎金當作賭本，若包廂參賽者答對，則可獲得指定獎金X倍的金額；否則我方下注的獎金會被製作單位沒收。目前均以「一賠三」為主。
「搶佼哥X元」
從主持人黃子佼身上取得獎金X圓整。
「對方獎金折半」
將敵方所持的獎金折半，或說砍半。假設敵方的累積獎金是50,000圓整，我方的包廂參賽者答對者，則可讓敵方的累積獎金砍半，減少至25,000圓整的獎金。
「獲得獎金X元」
從製作單位獲得獎金X元給予我方。
「對方獎金萬位數歸零」
即將敵方的獎金的萬位數變成零，例如敵方獎金是25,000圓整，我方包廂參賽者答對，即取走萬位數的「2」，讓敵方變獎金成5,000圓整。但在有兩種比較特別的情況下，此「好康」是不可被使用的：一、原本敵方的累積獎金萬位數就是「0」，像是103,250圓整的獎金者；二、敵方累積獎金不足10,000圓整以上者。
「重組對方獎金」
即將敵方所持的獎金，根據每一位數所呈現的阿拉伯數字，進行「大亂排」。假設敵方的獎金是97100圓整，但我方的包廂參賽者答對題目，現場來賓可以指定將這個數字改成「00179」，讓敵方所持獎金成為179圓整。當然參賽者也可以比較「佛心」一點，將敵方的呈現數字變成「09710」，將累積獎金「改」成為9,710圓；或其他如「91700」的數字，將累積獎金「改」成為91,700圓整。
「獎金比對方多1元」
即我方累積獎金自動比敵方多1元，一般是給獎金較低的現場來賓做選擇的。假設敵方有65,534圓整、我方有32,767圓整，而我方取得答題資格且包廂參賽者答對，則我方即可將獎金成為65,535圓整。
「搶對方所有獎金」
即將敵方所有的獎金歸為己有，並加上我方自己原本的獎金。
「Lady's Night」（淑女之夜）
為第五集限定的「好康」。如果我方其中一位女性參賽者答對題目，我方殘存的女性包廂參賽者人數乘以1,000，即為我方的得獎獎金。假設我方女性包廂有20位，且我方的包廂參賽者代表答對指定題目，則可獲得1,000元 × 20人 = 20,000元的獎金。
「揪愈多賺愈多」
是第十五集限定的「好康」。假設我方一個包廂內除了參賽者本身，還要再加上該包廂其他參賽者的人數，以總人數乘以1,000圓整計算。假設一個包廂內包括參賽者本身總計十二位者，且該包廂參賽者答對問題，則可替我方增加12,000圓整獎金。這種情況在例如餐廳或便利商店…等公共場合答題的包廂參賽者而言，是最有利的。
「你選甚麼聽我的」
如果我方包廂參賽者答對，則我方的參賽者可以「幫忙」決定敵方隊伍的「好康」是甚麼，敵方隊伍不能拒絕或抗拒。當然我方的選擇往往是讓敵方比較不利的，才能使用這個「好康」。這個「好康」只能被當成是第一個選擇，不能「套用」於下一組好康。
「獎金換不換」
我方答對者，可以決定是否交換獎金。在正常的情況下，如果我方的獎金比敵方還要多，可以選此「好康」，以保住不換獎金，否則我方獎金比敵方獎金還要少的情況下，選此「好康」就要進行交換獎金的動作。這一個「好康」主要是用在不讓累積獎金高的敵方使用，讓我方損失部分獎金。
「對方獎金歸零」
即讓敵方累積的獎金瞬間歸零，一毛錢也不剩。

#### 「團結」或「背叛」
〈「團結」或「背叛」〉是現場來賓進行答題的環節。存活的包廂參賽者預測現場來賓是否會答對旁白讀題的問題。如果現場來賓答對問題，包廂參賽者選擇「團結」，則根據預測「團結」的人數，與現場來賓共同均分該集的累積獎金；而現場來賓答對問題，包廂參賽者選擇「背叛」，則選擇「背叛」的包廂參賽者無法取得均分獎金。相對的，如果現場來賓答錯問題，包廂參賽者選擇「背叛」，則根據預測「背叛」的人數，不與現場來賓共同均分該集的累積獎金；而現場來賓答錯問題，包廂參賽者選擇「團結」，則選擇「團結」的包廂參賽者無法取得均分獎金。

## 觀眾領獎
如視訊觀眾能在節目最後能存活不被淘汰出局，製作單位會與得獎參賽者進行通話，要求參賽者留下基本資料。由參賽者收取電子郵件後填寫紙本資料，並附上相關證件影本與存摺影本，寄送到公共電視節目部，即可在約二到四周的時間內獲得該集的現金獎金。

## 獎項

### 金鐘獎
| 年份   | 獲提名                 | 獎項                                | 結果 |
| ------ | ---------------------- | ----------------------------------- | ---- |
| 2019年 | 《一呼百應》（第一季） | 第54屆金鐘獎 益智及實境節目獎       | 獲獎 |
| 2019年 | 黃子佼、吳姍儒         | 第54屆金鐘獎 益智及實境節目主持人獎 | 獲獎 |
| 2020年 | 黃子佼、吳姍儒         | 第55屆金鐘獎 益智及實境節目主持人獎 | 提名 |
| 2020年 | 一呼百應之揪團大考驗   | 第55屆金鐘獎 節目創新獎             | 提名 |

## 逸事
《一呼百應》被「網路溫度計」網站一項調查「台灣十大益智節目，你看過哪幾個？」列為第二名。

## 外部連結
- 互联网电影数据库（IMDb）上《一呼百應》的资料（英文）
- 一呼百應 - 公視+ （页面存档备份，存于）

## 節目的變遷
| 臺灣 公視主頻 每週一至週二 21：00－22：00 | 臺灣 公視主頻 每週一至週二 21：00－22：00            | 臺灣 公視主頻 每週一至週二 21：00－22：00 |
| ----------------------------------------- | ---------------------------------------------------- | ----------------------------------------- |
|                                           | 一呼百應（第一季） （2018年5月21日－2018年11月13日） |                                           |
| —                                         | —                                                    |                                           |

| 臺灣 公視主頻 每週三 21：00－22：00 | 臺灣 公視主頻 每週三 21：00－22：00                  | 臺灣 公視主頻 每週三 21：00－22：00 |
| ----------------------------------- | ---------------------------------------------------- | ----------------------------------- |
|                                     | 一呼百應（第二季） （2019年6月19日－2019年12月18日） |                                     |
| （待查）                            | 誰來晚餐 （日期待查）                                |                                     |